# 2030-2039
De jaren 2030-2039 (van de christelijke of gangbare jaartelling) zijn een decennium in de 21e eeuw.

## Gebeurtenissen en ontwikkelingen
- 25 november 2030 - totale zonsverduistering tussen Namibië en Australië.
- 1 januari 2032 - bankbiljetten met de valuta gulden kunnen niet meer bij De Nederlandsche Bank ingeleverd worden.
- november 2032 - Mercuriusovergang
- 20 maart 2034 - totale zonsverduistering van Benin via Egypte naar China
- 25 november 2034 -  supermaan: de volle maan staat het dichtst bij de aarde, en lijkt tot 14% groter en 30% helderder.
- 13 april 2036 - er wordt een nadering van de planetoïde 99942 Apophis langs de aarde verwacht. Het object heeft een gewicht van ongeveer 20 miljoen ton, er is geen tot weinig gevaar voor een botsing met de aarde.
- 19 januari 2038 - softwareprobleem jaar 2038: op dit moment zijn er 231 (2 147 483 648) seconden voorbij sinds de UNIX Epoch, 1 januari 1970. Als de systeemklok van UNIX-systemen dan nog steeds 32 bits gebruikt voor het bijhouden van de timestamp, zal deze klok overlopen naar 13 december 1901 en een vergelijkbare situatie ontstaan als bij de millenniumbug.
- 25 april 2038 - Pasen valt in 2038 voor het eerst sinds 1943 weer op de laatst mogelijke datum: 25 april.
- 2039 - het dossier over de moord op president Kennedy van de commissie-Warren zal openbaar gemaakt worden.
- 2 september 2039 - het Destroyers for Bases Agreement-verdrag verloopt. Door dit verdrag konden de Verenigde Staten vanaf 1940 99 jaar lang kosteloos gebruikmaken van Britse militaire bases.
- 7 november 2039 - een Mercuriusovergang vindt plaats.

1900 ·
1901 ·
1902 ·
1903 ·
1904 ·
1905 ·
1906 ·
1907 ·
1908 ·
1909 ·
1910 ·
1911 ·
1912 ·
1913 ·
1914 ·
1915 ·
1916 ·
1917 ·
1918 ·
1919 ·
1920 ·
1921 ·
1922 ·
1923 ·
1924 ·
1925 ·
1926 ·
1927 ·
1928 ·
1929 ·
1930 ·
1931 ·
1932 ·
1933 ·
1934 ·
1935 ·
1936 ·
1937 ·
1938 ·
1939 ·
1940 ·
1941 ·
1942 ·
1943 ·
1944 ·
1945 ·
1946 ·
1947 ·
1948 ·
1949 ·
1950 ·
1951 ·
1952 ·
1953 ·
1954 ·
1955 ·
1956 ·
1957 ·
1958 ·
1959 ·
1960 ·
1961 ·
1962 ·
1963 ·
1964 ·
1965 ·
1966 ·
1967 ·
1968 ·
1969 ·
1970 ·
1971 ·
1972 ·
1973 ·
1974 ·
1975 ·
1976 ·
1977 ·
1978 ·
1979 ·
1980 ·
1981 ·
1982 ·
1983 ·
1984 ·
1985 ·
1986 ·
1987 ·
1988 ·
1989 ·
1990 ·
1991 ·
1992 ·
1993 ·
1994 ·
1995 ·
1996 ·
1997 ·
1998 ·
1999 ·
2000 ·
2001 ·
2002 ·
2003 ·
2004 ·
2005 ·
2006 ·
2007 ·
2008 ·
2009 ·
2010 ·
2011 ·
2012 ·
2013 ·
2014 ·
2015 ·
2016 ·
2017 ·
2018 ·
2019 ·
2020 ·
2021 ·
2022 ·
2023 ·
2024 ·
2025
<< · 2030 · 2031 · 2032 · 2033 · 2034 · 2035 · 2036 · 2037 · 2038 · 2039 · >>
<< · 2000-2009 · 2010-2019 · 2020-2029 · 2030-2039 · 2040-2049 · 2050-2059 · 2060-2069 · 2070-2079 · 2080-2089 · 2090-2099 · >>